# 미야마 사쿠라
미야마 사쿠라(일본어: 御山 櫻 みやま さくら[*], 10월 21일 - )는 전 다카라즈카 가극단 호시구미 조장이다.
효고현 니시노미야시 출신이다. 아버지는 의사 저널리스트 고토 류키치, 동생으로는 전 츠키구미 부조장 미사키 아리사이다. 예명의 유래는 백인일수에서 따왔다. 재단 시절의 애칭은 "곳통"이다. 이전의 예명은 미야마 사쿠라(深山 さくら)였다.

## 약력
1940년, 다카라즈카 음악무용학교 (현 다카라즈카 음악학교)에 입학하여, 1943년에 다카라즈카 가극단 30기생으로 입단하였다. 초무대 공연 연목은 『해군(海軍)』이다.
1952년부터 1953년까지 호시구미 조장을 맡았다.
1962년, 다카라즈카 가극단을 퇴단하였다.

## 재단 시절 주요 무대
- 『달 레이크의 사랑』 크리슈나 (카마라의 숙부) 役 (1959년 7월)

## 같이 보기
- 효고현 출신 인물 목록
- 카스가노 야치요 (미야마 입단 당시 호시구미 톱스타)